# فري بي إس دي
فري بي ‌إس ‌دي (بالإنجليزية: FreeBSD)‏ هو نظام تشغيل شبيه بيونكس حر ومجاني مشتق من نظام يونكس الخاص بـ AT&T عبر تفرع توزيعة برمجيات بيركلي.
يتم تطوير FreeBSD كنظام تشغيل متكامل. يتم حفظ النواة، أدوات المستخدم كالغلاف ومحركات الأجهزة كلها في ذات نظام متابعة الإصدارات. وذلك على عكس لينكس، النظام الشبيه والأكثر شهرة، حيث يتم فيه تطوير النواة على حدة وبقية أجزاء النظام في مجموعات مختلفة يتم فيما بعد جمعها وإصدارها في ما يعرف بتوزيعات لينكس.
كنظام تشغيل، ينظر عادة إلى FreeBSD على أنه متين ويمكن الاعتماد عليه، ويعتبر من أكثر الأنظمة التي تعطي زمن صمود ومستخدمة بشكل واسع. نظام فري بي إس دي يعد من أكثر الأنظمة استخداما في خوادم صفحات الإنترنت حسب قائمة أعلى 50 زمن صمود في موقع Netcraft  وهو صاحب أكبر زمن صمود حتى الآن (يجب معرفة أن زمن الصمود يتعذر قياسه على بعض أنظمة التشغيل ). والصمود الأعلى يعني أنه لم يتطلب تحديث لنواة النظام حيث أن ذلك يحتاج إلى إعادة تشغيل الخادم وبالتالي إعادة زمن الصمود

## تاريخ
بدأ العمل على فري بي إس دي في العام 1993، معتمدًا بشكل كبير جدًا على الكود المصدري لـ 386 بي إس دي. وقد أطلقت النسخة الأولى في العاشر من نوفمبر 1993. ولكن بسبب مخاوف حول مشروعية كلّ المصادر المستعملة في 386 بي إس دي والدعوى التابعة التي قدمتها نوفيل (مالك حقوق طبع تأليف اليونيكس) على جامعة كاليفورنيا في بيركيلي، عمل مطورو فري بي إس دي على إعادة هندسة معظم النظام معتمدين على إصدارة 4.4 بي إس دي المخفّف الذي اطلقته جامعة كاليفورنيا لتتجاوز مشكلة حقوق الأكواد المصدرية ليونكس، وقد تم إطلاق فري بي إس دي 2.0 في يناير/كانون الثّاني من 1995 خالية من أي مشاكل قانونية.
ربما التطور الأكثر بروزاً لفري بي إس دي 2.0 كان تحسين نظام ذاكرة ماتش الافتراضي لالسي إم يو الأصلي، الذي حسّن للعمل تحت الأحمال العالية، وخلق نظام المنافذ الذي جعل تحميل وبناء، وتركّيب برامج الطرف الثالث عمليات سهلة جدا. شغّل فري بي إس دي مواقع ناجحة جدا مثل cdrom.com (مستودع ضخم من البرامج التي كسر عدّة أرقام قياسية للطاقة الإنتاجية على الشبكة)، وهوتميل، والياهوو.
فري بي إس دي 3.0 جلب العديد من التغييرات: نقل إلى صيغة إيلف الثنائية، وقدم دعم أولي لأنظمة إس إم بي. في عهده، الفرع 3 انتقد بشدّة لأن العديد من التغييرات لم يكن أداءها من الواضح مفيدا، لكنّه كان خطوة ضرورية لتطوير ما سيصبح الفرع 4 الناجح.
أوليا، استخدم فري بي إس دي كشعار له «شيطان بي إس دي»، لكن في 2005 نظمت منافسة لشعار جديد له. في أكتوبر/تشرين الأول 8 عام 2005، المنافسة انتهت والتصميم من قبل أنتون ك. جورال اختير كشعار فري بي إس دي الجديد. شيطان بي إس دي سيبقى كتعويذة لمشروع فري بي إس دي.

## المزايا

### الحزم وتثبيت البرامج في فري بي إس دي
يحتوى فري بي اس دي على مستودعات تحتوي على آلاف البرامج المختلفة (بخلاف البرامج التي يقوم عليها مجتمع فري بي اس دي)، هنالك طريقتان لتنصيب البرامج من هذه المستودعات الأولى باستخدام نظام ports (أي المنافذ) والأخرى باستخدام packages (أي الحزم). تستخدم الطريقة الأولى للبرامج التي تسمح بتنزيل شيفرتها المصدرية حيث يتم تنزيل الشيفرة المصدرية وتطبيق رقع فري بي إس دي عليها ومن ثم بنائها وتجميعها، أما في الطريقة الثانية (الحزم) فتستخدم حزم لملفات تنفيذية مسبقة التجميع تثبت باستخدام مجموعة أدوات pkg_add وأخواتها.

### التوافق مع لينوكس
معظم البرامج التي تعمل على لينوكس تعمل بشكل جيد على نظام فري بي إس دي دون الحاجة لأي طبقة من طبقات التوافق. ولكن هذا التوافق غير تام بالكامل فهنالك بعض الحالات البسيطة التي لا يعمل فيها البرنامج بشكل سلس، أو لا يعمل سوى جزء من البرنامج أو لا يعمل البرنامج بشكل كامل.

### المعالجات التي يعمل عليها
تم نقل فري بي اس دي ليعمل على الكثير من معماريات المعالجات. يتم تقسيم المعماريات المدعومة على شكل درجات Tiers حيث تكون المعماريات في الدرجة الأولى Tier1 مدعومة بشكل كامل، أما المعماريات في الدرجة الثانية Tier 2 فتكون غير كاملة الدعم ويتم تطويرها بشكل كبير، المعماريات في الدرجة الثالثة Tier 3 إما أن تكون تجريبية أو لم تعد مدعومة حاليًا، المعماريات في الدرجة الرابعة Tier 4 ليس لها دعم رسمي.
المعماريات التي يدعمها فري بي اس دي في جميع الدرجات كالتالي:
| المعمارية                     | مستوى الدعم    | ملاحظة                                        |
| ----------------------------- | -------------- | --------------------------------------------- |
| x86 (IA-32)                   | الدرجة الأولى  | يشار له غالبًا بالرمز "i386"                   |
| x86-64                        | الدرجة الأولى  | يشار له غالبًا بالرمز "amd64"                  |
| NEC PC-9801                   | الدرجة الأولى  | يشار له غالبًا بالرمز "pc98"                   |
| SPARC من شركة صن مايكروسيستمز | الدرجة الثانية | نسخة 64 بت هي المدعومة فقط                    |
| Itanium(IA-64)                | الدرجة الثانية |                                               |
| PowerPC و PowerPC/64          | الدرجة الثانية |                                               |
| إيه.آر.إم                     | الدرجة الثانية |                                               |
| MIPS                          | الدرجة الثانية |                                               |
| Xbox من شركة مايكروسوفت       | الدرجة الثالثة |                                               |
| DEC Alpha                     | الدرجة الثالثة | تم إلغاء الدعم منذ النسخة السابعة من بي اس دي |

## الشعار
لعدة سنوات استخدم «جني بي اس دي» كشعار لفري بي اس دي. وكان أول ظهور لهذا الشعار في العام 1976 عندما ظهر على أقمصة يونكس كانت مختبرات بيل إشترتها. ولكن النسخة الأشهر هي تلك التي رسمها مخرج الرسوم المتحركة الفنان جون لاسيتير في العام 1984.
هذا يعني أن النسخ الأولى من الشعار لم تكان خاصة بفري بي اس دي، إلى أن جاء الفنان تاسومي هوسوكاوا الذي رسم نسخًا خاصة بفري بي اس دي من هذا الشعار.
على مر السنين انتقد شعار «جني بي اس دي» بأنه يعطي انبطاعًا غير جيدًا، وغير مناسب لتسويق النظام، كما انه كان يحتاج لاستخدام ألوان عديدة وتفاصيل دقيقة كي يظهر بشكله الطبيعي لذا لم يكن مناسبًا كشعار، لناحية تحجيمه أو استخدام التدرج في الألوان. لهذه الأسباب أقيمت مسابقة لاختيار تصميم جديدة لتلافي العيوب سابقة الذكر، وقد فاز بها تصميم انتون جورال الذي أعلن في 8 أكتوبر 2005 كشعار رسمي للنظام.

## تاريخ الإصدارات

### FreeBSD 1
صدر في نوفمبر 1993. وتم إطلاق الإصدار رقم 1.1.5.1 في يوليو 1994.

### FreeBSD 2
تم الإعلان عن إطلاق الإصدار في 22 نوفمبر 1994. والإصدار رقم 2، 2.2.8 في 29 نوفمبر 1998.

### FreeBSD 3
اصدر في 16 أكتوبر 1998. واعلن عن إصدار النسخة رقم 3.5 في 24 يونيو 2000.

### خط الزمن
تعذر تجميع إدخال EasyTimeline:

Timeline generation failed: 1 error found

Line 30:    at:22/03/2025 color:today width:0.1

- LineData attribute 'at' invalid.

```
 Date '22/03/2025' not within range as specified by command Period.

```

## التطوير

### الفروع
يعمل مطورو فري بي اس دي على نسختين على الأقل في وقت واحد، النسخة الأولى تكون خاصة بالمستخدمين المتقدمين وتحوي على آخر التطورات، ولكنها غير مستقرة. النسخة الأخرى هي النسخة المستقرة التي لا يتم إضافة أي ميزة لها إلا بعد اختبارها لوقت كافٍ. وتطلق نسخة مستقرة كل 4 إلى 6 أشهر.

### إدارة مشروع فري بي اس دي
يقوم مشروع فري بي اس دي على مجموعة من المساهمين committers، يتم تقسيمهم إلى عدة أفرع مثل مساهمي الكود المصدري (الذي يعملون على نظام التشغيل نفسه) مساهمي التوثيق (الذين يعملون على توثيق المشروع وعلى موقع المشروع على الإنترنت) مساهمي المنافذ (الذي يعملون على البرامج من طرف ثالث)، كل سنتين يقوم المساهمون باختيار 9 أفراد من بينهم ليعملون على إدارة دفة المشروع بشكل كامل

### منظمة فري بي اس دي
منظمة فري بي اس دي هي منظمة غير ربحية مقرها الولايات المتحدة أنشئت لتمويل تطوير مشروع فري بي اس دي، وحصلت على الاعتراف الرسمي في 27 يونيو 2001.
تتلقى هذه المنظمة الدعم من الأفراد والشركات وتستخدمه لإقامة المؤتمرات الخاصة بالمشروع، وتوفير وسائل السفر للمساهمين للحضور، كما أنها تقوم بشراء العتاد الذي يحتاجه المشروع، وتوفر الدعم القانوني اللازم عند الحاجة. بالإضافة إلى ذلك فإنها تقوم بإدارة جميع العلامات التجارية والحقوق الخاصة بمشروع فري بي اس دي.

## الترخيص
يصدر فري بي اس دي تحت تراخيص حرة كثيرة، فالنواة ومعظم الأكواد الحديثة تصدر تحت ترخيص بي اس دي ذو الفقرتين (الذي يشار له أحيانًا بترخيص فري بي اس دي إذا أن فري بي اس دي هو أول من استخدمه)، هذا الترخيص الذي يسمح للجميع باستخدام وتعديل وتوزيع فري بي اس دي كما يشاؤون. ولكن بعض الأكواد السابقة كانت قد اصدرت تحت ترخيص بي اس دي ذو الفقرات الثلاث وترخيص بي اس دي ذو الفقرات الأربع الذين يحتويان على بعض التقييد في استخدام الكود.

## وصلات خارجية
- الموقع الرسمي
- فري بي ‌إس ‌دي على موقع Open Hub (الإنجليزية)
- فري بي ‌إس ‌دي على موقع Framasoft (الفرنسية)